# هاميلتون كوربيت
هاميلتون كوربيت (بالإنجليزية: Hamilton Corbett)‏ هو لاعب كرة قدم أمريكية أمريكي، ولد في 13 ديسمبر 1888 في بورتلاند في الولايات المتحدة، وتوفي في 7 مايو 1966.